# 吉祥語車票
吉祥語車票，是票載起迄站名具有吉祥意義的組合，也包括諧音，例如永保安康，追分成功等車票，也可作為文創商品。
「永保安康」車票，是臺灣鐵路管理局縱貫線永康＝保安（皆位於臺南市）間的車票，由於車票上起迄站名的排列方式，使「永康」、「保安」四字恰好成為正方形的四個頂點（見圖），以「永」字為起點順時針（保安至永康的車票）/逆時針（永康至保安的車票）唸即為「永保安康」，具有祝福永遠平安的吉祥意義，另臺鐵並於2003年，刻意將原名南河的車站更名為無地名淵源的"富貴車站"，跟榮華車站組成榮華富貴。

## 「永保安康」簡介
這兩個車站間僅有區間車停靠，全票之電車票價為新台幣20元、平快車15元，並發售舊型車票（埃德蒙森式鐵路車票（Edmondson railway ticket），台灣稱為「名片式車票」或「硬票」，可憑券乘車）。在兩車站的售票口旁，提供「祝君闔府 永保安康」的紀念章，供遊客蓋戳紀念。

## 緣由

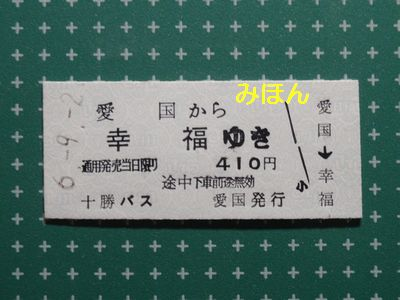
北海道「愛國幸福」車票是永保安康的靈感來源

早在1993年7月15日保安車站整修完成啟用時，台鐵請當時服役中的鐵道研究者謝明勳提供意見以吸引遊客。謝明勳從當時已廢除的日本國鐵北海道廣尾線上的幸福車站和愛國車站兩站自1970年代開始熱賣的「愛國幸福」車票得到靈感（該車票意涵「從愛的國度走向幸福」，日語：愛の国から幸福へ）；因此建議台鐵可出售「永保安康」車票，背面加印「祝闔府永保安康」七個紅字。2021年，福斯汽車台灣總代理商慶眾汽車推出的「福斯T4商用車」的電視廣告引用此概念引起更多討論，「永保安康」車票成了贈禮的選項之一。臺鐵更將車票包裝成為吊飾，供遊客選購。遊客多於星期假日前往購買，銷售紀錄曾經一天賣掉10萬張。一天的平均銷售量為100-200張。在特定節日出的特殊版本，仍會有民眾購買。
9999熱潮

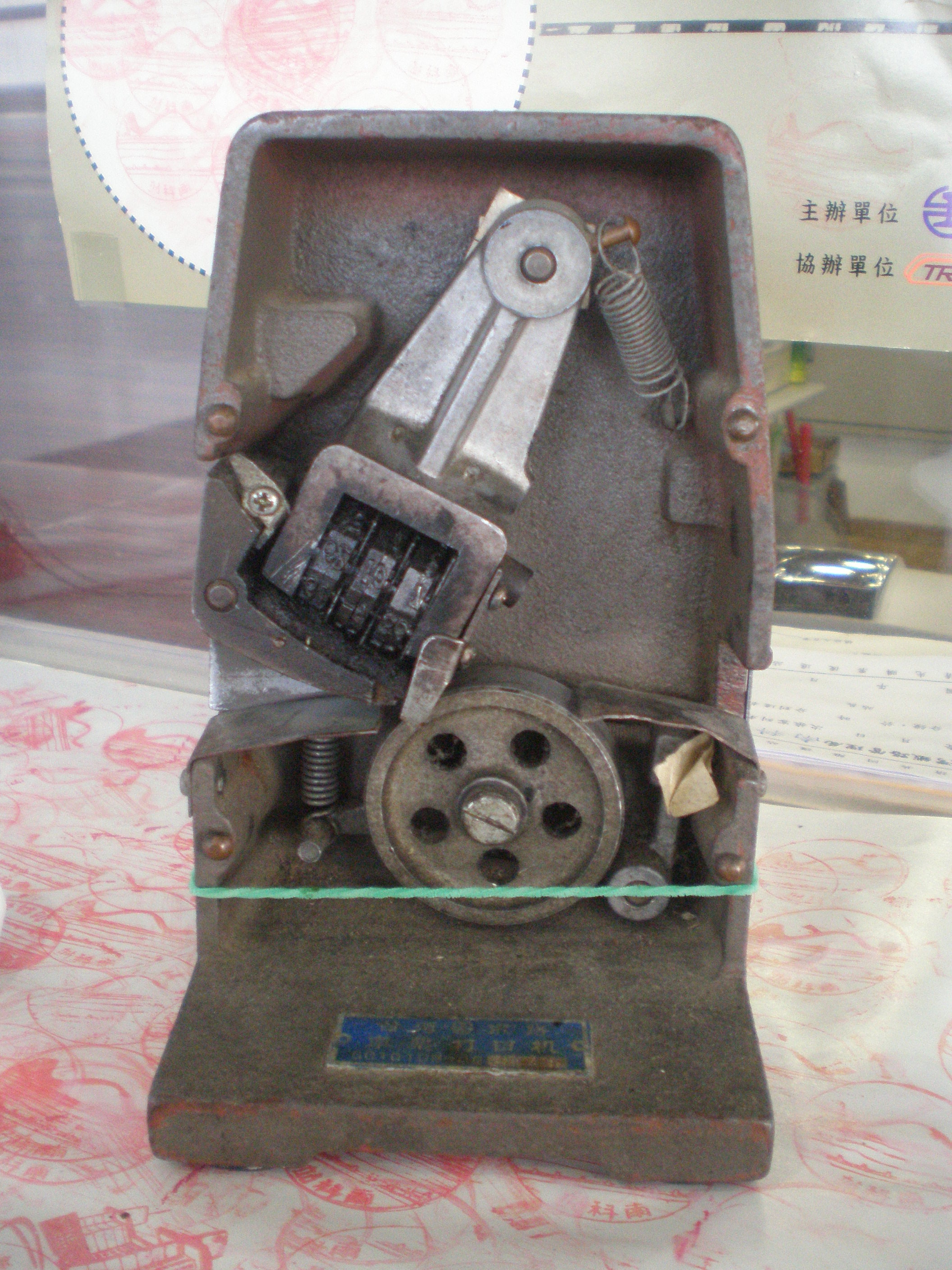
台鐵在名片式車票上印日期的軋日機

2010年（民國99年）9月9日時，因台鐵名片式車票的軋日機會以「99.-9.-9」表示日期，再加上台鐵特別印製正、反面分別有「長長久久 永保安康」與「9999珍愛一世 長長久久」字樣的特別版紀念車票五萬張，使得在2010年9月6日販售造成大轟動，稍歇數年的永保安康車票再度引起關注，還為此再加印五萬張，當日永康站一般版的永保安康車票一萬多張和從保安車站調的五千張也全數售完。同時保安車站也出現搶購人潮。甚至是台鐵售票機販售的易褪色，難以保存的熱感應紙車票也有大批民眾購買。另據臺鐵公佈的數據，2010年永康車站的名片式車票銷售量是2009、2008年的十倍左右，達330,200張（新臺幣6,934,200元）。

## 吉祥語票種類
這類有吉祥祝福意義的車票，包括以下種類：
- 保安永康

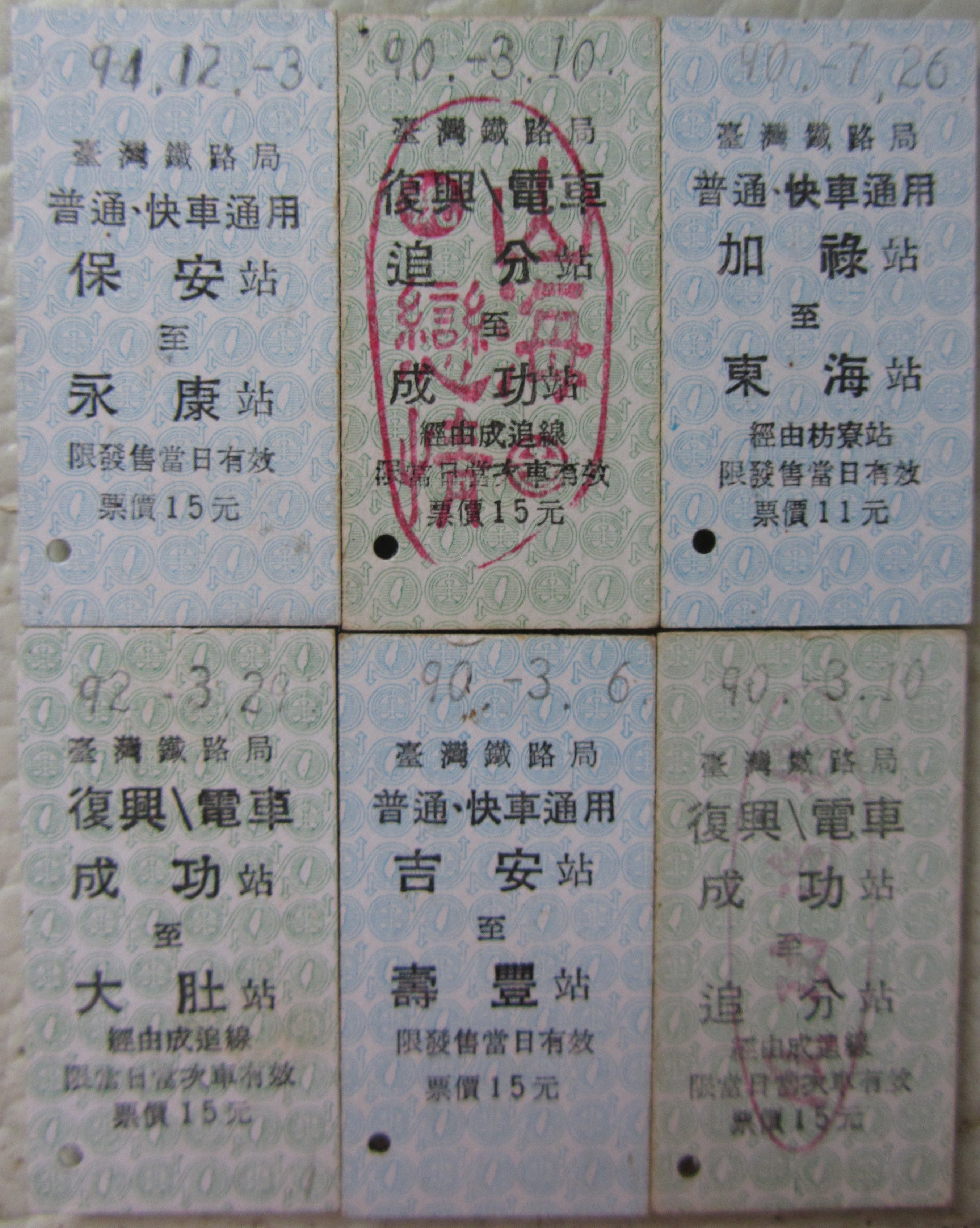
各種不同組合的台灣吉祥語車票

  - 保安車站和永康車站均位於台南市境內，有永保安康之意。
- 吉安壽豐
  - 吉安車站和壽豐車站位於台灣東部的花蓮縣，祝福吉祥平安又長壽。
- 多良金崙
  - 多良車站和金崙車站位於台灣東部的臺東縣太麻里鄉。「多金良人」或「多良金崙」前者用來祝福招財進寶（多金）、遇到好良緣（良人）；後者用來祝福存好心好善人（多良）、房子美輪美奐（金崙）。
- 康樂永樂
  - 康樂車站和永樂車站位於台灣東部的臺東縣和宜蘭縣。「康樂永樂」或「永樂康樂」用來祝福身體健康永遠健康多快樂，後面的「樂樂」兩字代表永遠快快樂樂百分百。
- 苑成功
  - 苑車站位於苗栗，成功車站位於台中。「苑裡成功」音近「願你成功」。
- 后里成功
  - 后里車站與成功車站位於台中。「后里成功」為閩南語諧音「給你成功」。
- 大肚成功
  - 大肚車站和成功車站位於臺中市。「大肚成功」用來祝福朋友求子順利[12]。
- 成功歸來
  - 成功車站和歸來車站分別位於臺中市和屏東縣。「成功歸來」用來祝福成功順利、事業成功、學業成功。
- 正義歸來
  - 正義車站和歸來車站分別位於高雄市和屏東縣，該詞彙象徵正義遲早會到。
- 追分成功[a]
  - 追分車站和成功車站位於臺中市。「追分成功」車票多是贈予考生，祝福高分上榜。另外將「分」字的聲母「ㄈ」唸成「ㄏ」，則近似「婚」字。「追婚成功」亦常被情侣們當成求婚的護身符[13]。
- 慶中台大
  - 用來恭賀考上國立臺灣大學（台大）的考生（台大被認為是台灣最好的大學）。（台中-大慶）
- 林北台大
  - 看購買地而定，可拼出林北台大這個字眼，意為「我是台大學生」，閩南語「恁爸」音近林北，是較為粗俗的第一人稱，這個用法類似普通話的「老子」。（大林-台北）
- 榮華富貴
  - 2003年10月10日，為了要提升內灣線的觀光人潮，臺鐵構想使車票站名能組成「榮華富貴」成為吉祥車票。因此將南河車站改為無當地的名稱起源之「富貴」，以求與同線上的榮華車站站名搭配。此舉曾招致不小的批評[14][15]。
- 百福萬華
- 十分成功

新北市平溪線十分車站和臺中市成功車站
- 新豐湖口（薪豐糊口）
- 新竹湖口（薪足糊口）
  - 與新豐湖口的代表意思相同。
- 苑裡大肚
  - 「願妳大肚」，祈求成功懷孕。
- 加祿東海
  - 代表「加官晉祿，福如東海」。
- 大林歸來
  - 代表「Darling歸來」這個浪漫用語，台鐵在西洋情人節曾販售過。
- 幸福安康
  - 新北捷運新北環狀線的幸福站跟新北捷運安坑輕軌的安康站。

## 車票格式

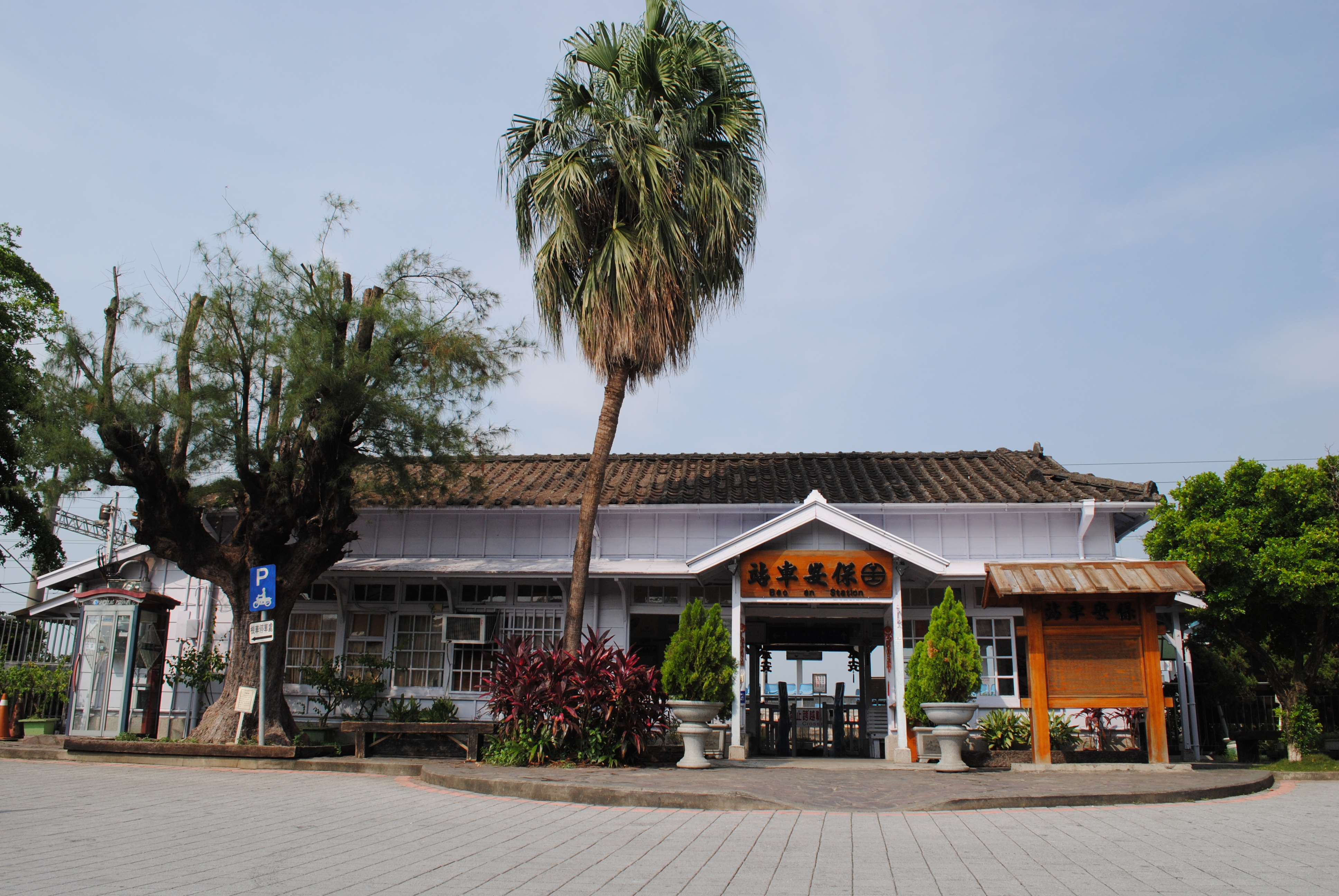
保安車站

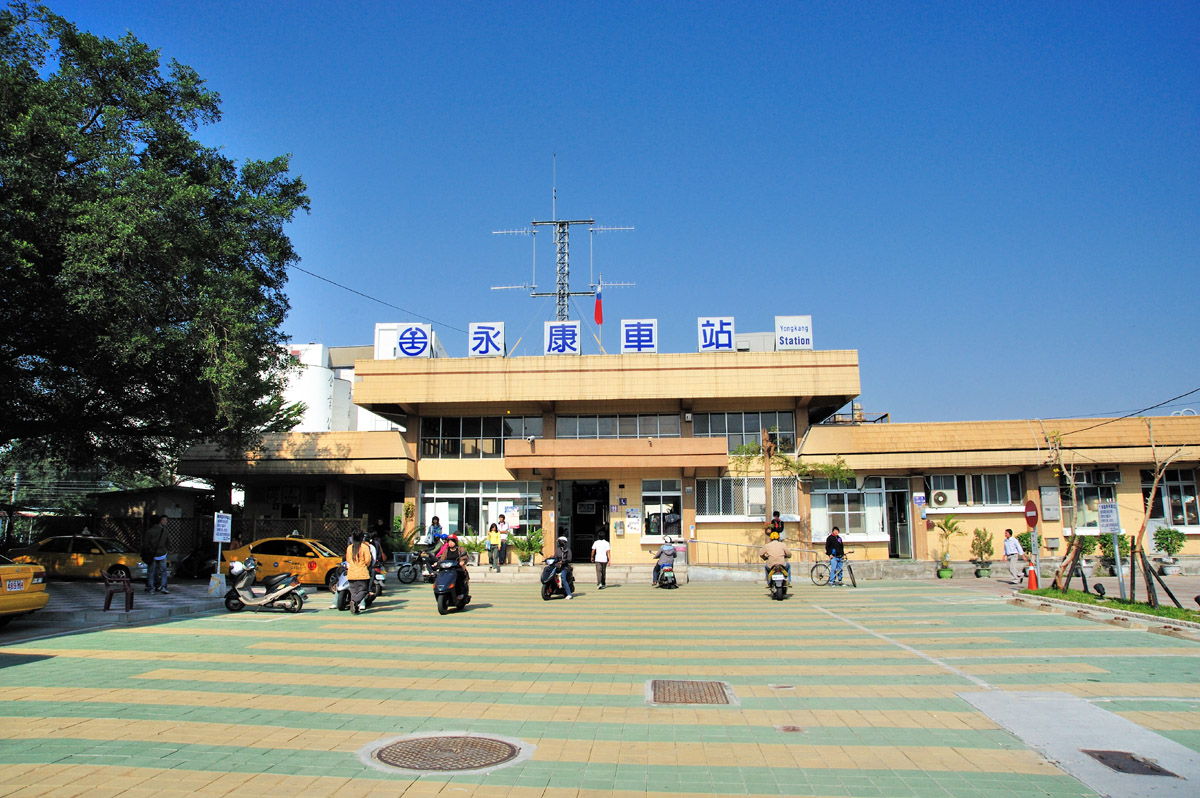
永康車站

永保安康車票，鐵路局特別發行已不再使用的「名片式」硬式車票作為紀念。格式如下：
- 民國年.月.日.   →日期（利用軋日機於購票時打印出）
- 臺灣鐵路管理局
- 復興／電車  →車種
- 起站
- 訖站
- 限當日當次車有效
- 票價

## 其他
- 臺灣藝人吳宗憲亦曾推出名為《永保安康》之專輯，並在永康車站前舉行歌友會。
- 香港作家譚劍的《貓語人》系列第三集《永保安康的惡魔咒語》以「永保安康」為鎮鬼符進行創作。